# 尉聿
尉聿（？—？），字成兴，河南郡洛阳县（今河南省洛阳市东）人，北魏官员。

## 生平
尉聿是尉古真同族的玄孙，性格耿直，在魏孝明帝元诩时期担任武卫将军。当时领军元叉掌权，百官无不对他表示致敬，只有尉聿对元叉长揖而不下拜。尉聿很快外任平西将军、东凉州刺史。凉州的红色是天下最贵重的，元叉送去白绫二千匹，命令尉聿染红，尉聿拒绝不答应。元讽暗示御史弹劾尉聿，用驿站马匹征召尉聿到京城。复查没有证据，尉聿返回恢复职务，不久在东凉州去世，时年虚岁五十。朝廷赠予安北将军、朔州刺史。

## 住所
尉聿的住所位于洛阳城清阳门内御道北修梵寺以北的永和里，该里南北都有水池，是董卓所建造，至东魏时期都仍有水，冬天和夏天也不会枯竭。永和里有太傅录尚书长孙稚、尚书右仆射郭祚、吏部尚书邢峦、廷尉卿元洪超、卫尉卿许伯桃、凉州刺史尉聿等六个住宅，都是门户高大屋宇华美，馆舍宽阔壮丽，楸树和槐树的树荫遮蔽道路，桐树和杨树夹杂种植，当世称之为贵里。

## 家庭

### 儿子
- 尉俭，东魏武定年间官至开府祭酒